# Dessel

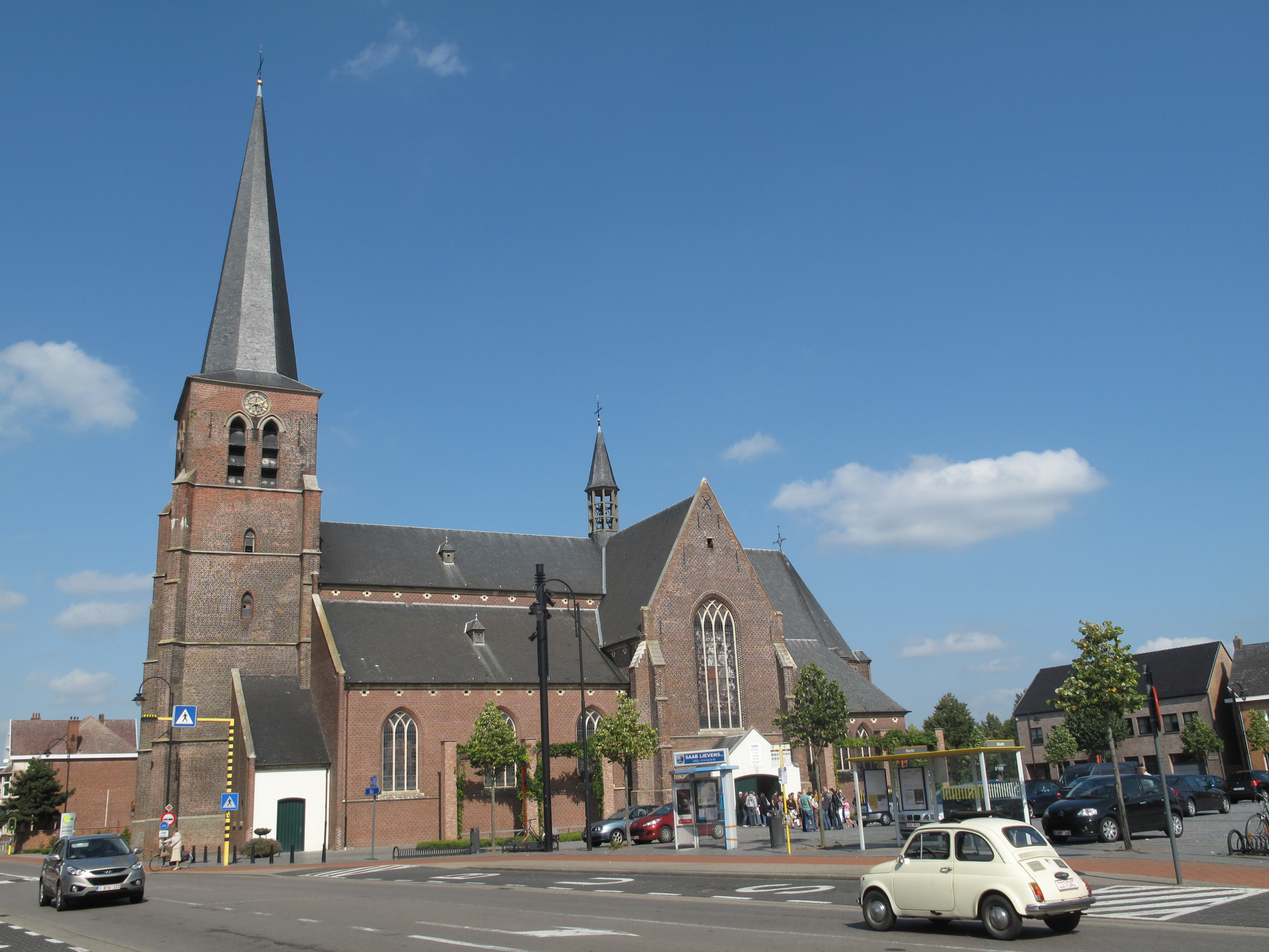
Dessel, l'église paroissiale Saint-Nicolas

Dessel est une commune néerlandophone de Belgique située en Région flamande dans la province d'Anvers.

## Héraldique
|  | La commune possède des armoiries qui lui ont été octroyées le 28 mai 1958 et confirmées le 16 février 1993. Ce sont celles de la famille Roelants, seigneurs de Dessel de 1666 à 1696, avec le saint patron local, Saint-Pierre. Ces armoiries apparaissent pour la première fois sur le sceau du conseil municipal à partir de 1693 et sont restées en usage jusqu'à la fin du XVIIIe siècle. Le blason de 1993 indique que le saint détient une clé et un livre, mais l'image officielle est identique aux armoiries de 1958, montrant deux clés et aucun livre. Comparez aussi Balen. Blasonnement : De sable, une croix en biais d'or. Le bouclier placé devant un Saint-Pierre tenant une clé dans la main droite et un livre fermé dans la main gauche, maintenu à droite par un lion et à gauche par un griffon, tous deux en or. (Traduction libre) Source du blasonnement : Heraldy of the World. |

## Démographie

### Évolution démographique
Graphe de l'évolution de la population de la commune.
- Source : Statbel - Remarque: 1806 jusqu'à 1981=recensement; depuis 1990=nombre d'habitants chaque 1er janvier[2]

## Festivités
Tous les ans a lieu à Dessel, sur le terrain du Boeretang, le Graspop Metal Meeting, festival de heavy metal se déroulant le dernier week-end du mois de juin.

## Industrie
Depuis les années 1950, des activités nucléaires ont été implantées dans la zone nucléaire qui s’étend sur le territoire des communes de Dessel, Mol et Geel. Cette zone occupe une superficie d’environ 1 000 hectares (10 km2). Les entreprises nucléaires y emploient environ 1 600 personnes :
- Belgoprocess, entreprise spécialisé dans le traitement et l’entreposage des déchets radioactifs belges et le démantèlement d’installations nucléaires désaffectées.
- Isotopolis, le centre d’information de l’ONDRAF
- Belgonucleaire et FBFC (Franco-Belge de fabrication des combustibles) produisait jusqu'en 2006 du combustible nucléaire et du combustible MOX. En 2011[pas clair], on a décidé de fermer aussi l’usine de FBFC à Dessel.
- En 2006, la création à Dessel d’un centre de stockage en surface de déchets nucléaires de faible activité est décidée officiellement. Après instruction et avis favorable de l’Agence fédérale de contrôle nucléaire (AFCN), les travaux de construction sont autorisés en 2023[4].